# Новополь (Одесская область)
Новополь (укр. Новополь) — село, относится к Балтскому району Одесской области Украины. С 1927 — по 2016 год носило название Ухожаны.
Население по переписи 2001 года составляло 428 человек. Почтовый индекс — 66114. Телефонный код — 4866. Занимает площадь 1,65 км². Код КОАТУУ — 5120688801.
Село расположено на левом берегу реки Смолянки (приток Савранки), в 18 км от районного центра и 25 км от железнодорожной станции Балта. Через село проходит автодорога Одесса — Винница. Есть сельский клуб, библиотека (7,4 тыс. книг), фельдшерско-акушерский пункт, детский сад, 9 летняя школа, два магазина, отделение связи. 
В селе находится часовня Николая Угодника, построенная на деньги местного жителя.

## История
Село основано в конце XVIII в. В 1927 г. переименовано в честь С. Ф. Ухожанского — секретаря сельской комсомольской ячейки, который в 1920 г. выступил на первом уездном съезде комсомольцев Балтщины с призывом организовать во всех селах отряды по борьбе с организациями Тютюнника и Заболотного. В конце мая 1921 года Ухожанский погиб. На южной окраине села, на месте его гибели, ему установлен памятник.
В Великой Отечественной войне сражались 137 местных жителей, 49 из них удостоены боевых наград, 66 человек погибли. В память о погибших открыт мемориал, в центре села установлен памятник советским воинам.
Близ Новополя обнаружено поселение трипольской культуры (III тысячелетие до н. э.). В 1973 году на территории села Крыжовлина найдена золотая чаша эпохи бронзы (середина II тысячелетия до н. э.).

## Галерея

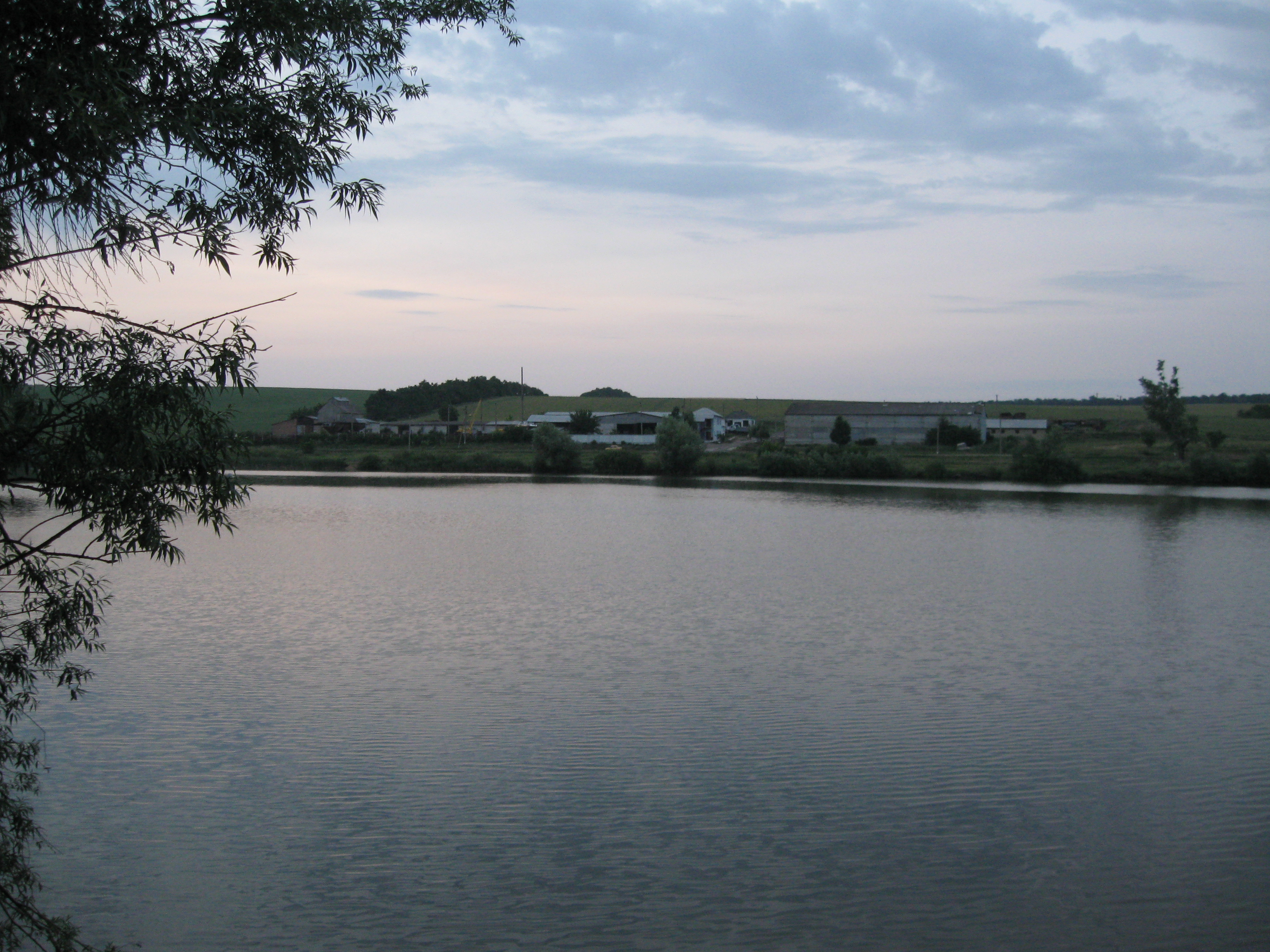
Сельский пруд
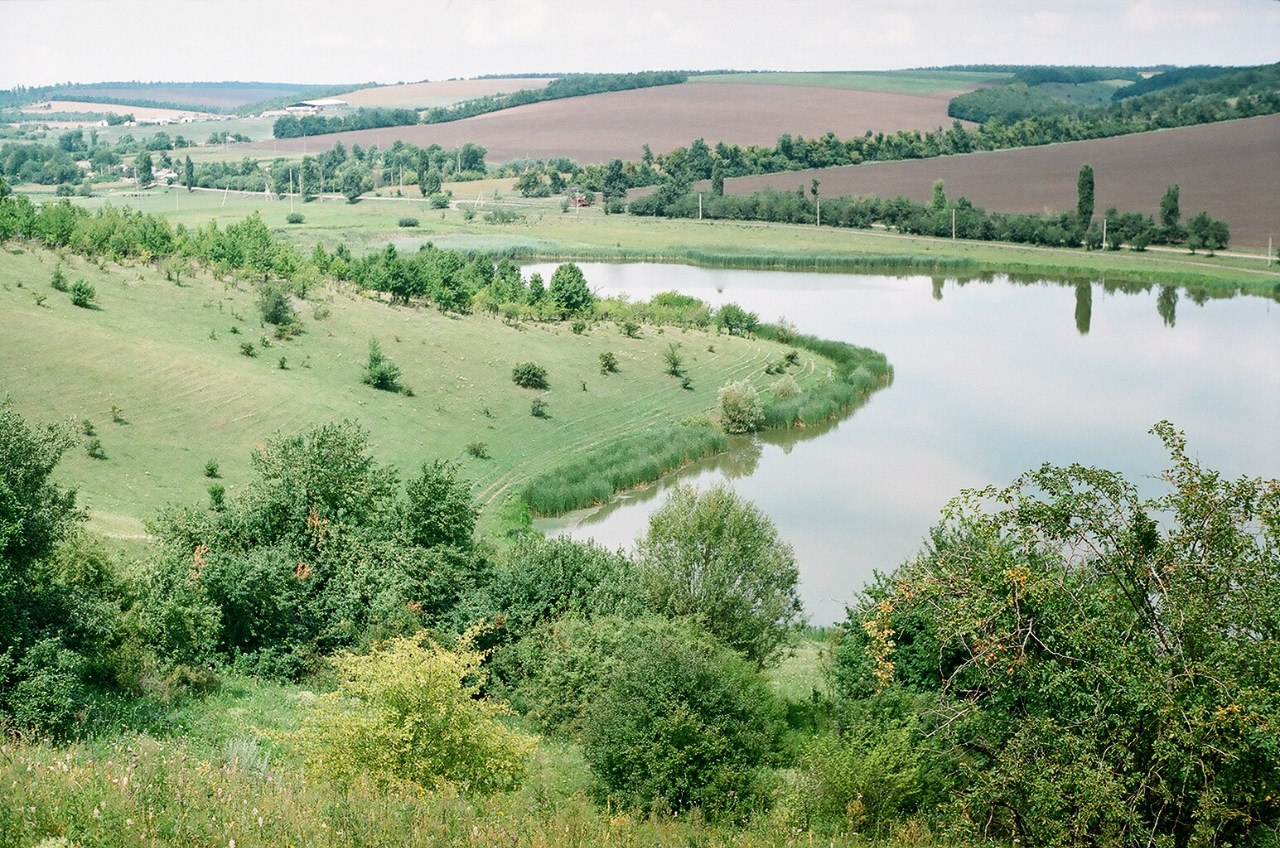
Дорога на село Воловая
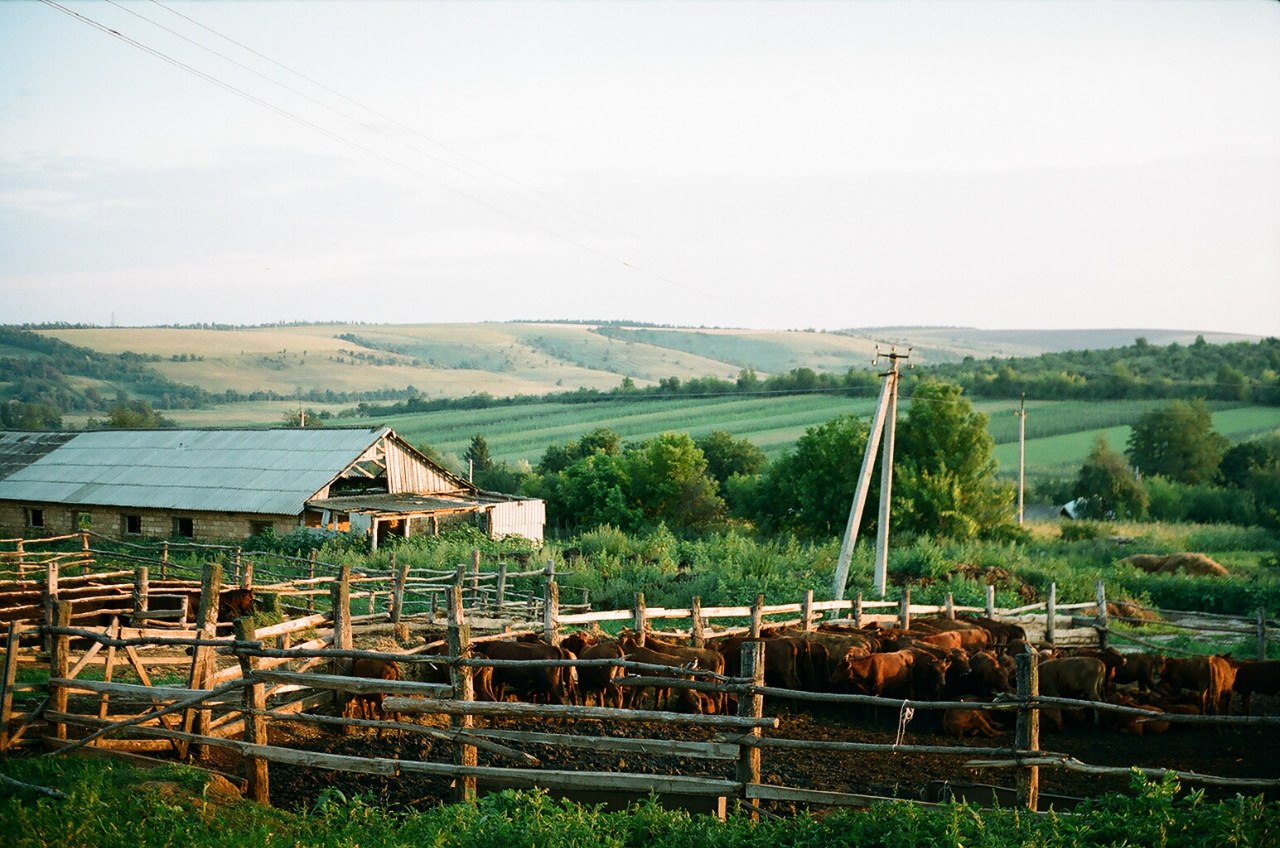
Ферма
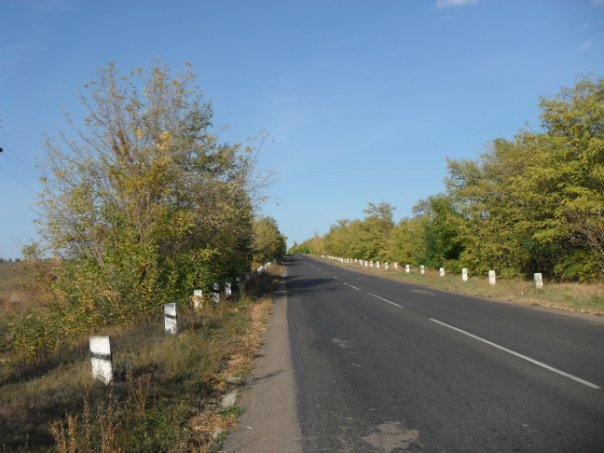
Трасса Т1605 вблизи села